# Musophaga rossae
El turaco de Ross (Musophaga rossae) es una especie de ave Musophagiformes de la familia Musophagidae que vive principalmente en África Central. Su aspecto llamativo y su facilidad de adaptación a la vida en cautiverio hace que sea muy fácil poder observarlo en las colecciones de zoos y jardines botánicos. No se conocen subespecies.  

## Descripción

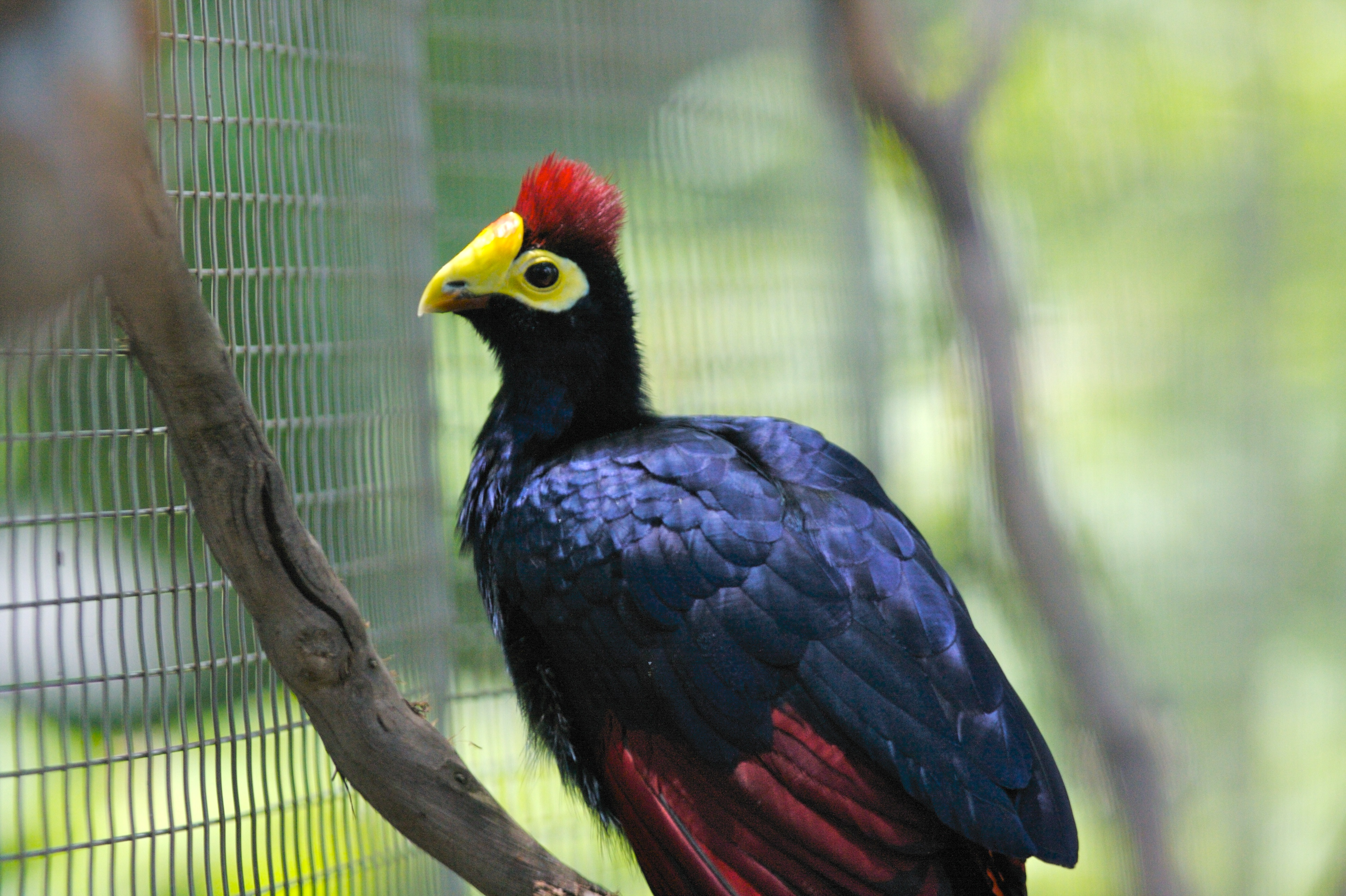
Ejemplar en un zoo.

Mide entre 51 y 54 cm de largo, cola incluida. Su plumaje es satinado de color azul violáceo oscuro, excepto su penacho rojo y sus primarias granates que contrastan con el resto del plumaje. Su grueso pico amarillo se prolonga hacia arriba con un escudo frontal también amarillo, además presenta una amplia carúncula blanca o blanca y amarilla alrededor de los ojos. Las alas son cortas y redondeadas ideales para vuelos potentes de aleteos cortos. Presenta muy poco dimorfismo sexual: las hembras tienden a tener el pico de color más verdoso mientras que en el macho es más amarillo puro. 

## Distribución y hábitat
Se encuentra en los bosques tropicales abiertos, bosques de ribera y sabanas de Angola, Botsuana, Burundi, Camerún, Gabón, Kenia, República Centroafricana, República Democrática del Congo, Ruanda, Sudán del Sur, Tanzania, Uganda y Zambia. Evita las áreas con bosque denso y se adapta bien a la expansión de la agricultura ocupando cultivos y zonas de explotación agrícola. 

## Comportamiento
El turaco de Ross es un ave sedentaria que normalmente permanece toda su vida en la misma área donde nace. Sólo realizará migraciones cortas cuando el alimento escasee en la zona donde se encuentre. Es una especie arbórea y diurna que pasa la mayor parte del tiempo en la copa de los árboles bajando solo al suelo momentáneamente para beber. Prefiere desplazarse entre los árboles corriendo y saltando por las ramas y sólo recurrirá al vuelo para desplazamientos más largos. 
Son principalmente frugívoros y su dieta consiste en frutas, flores y semillas, tanto de plantas silvestres como cultivadas. Debido a esta alimentación contribuyen en gran medida a esparcir semillas en las regiones donde habita. También pueden comer insectos y otros invertebrados, como termitas y caracoles, especialmente en la época de cría. Su alimento favorito son los higos que componen gran parte de su dieta. 
El turaco de Ross forma parejas reproductoras monógamas que comparten tareas de incubación y alimentación. El nido consisten en una plataforma de palitos y materia vegetal no muy firme que colocan entre las ramas de los árboles. Ponen de 2 a 3 huevos que eclosionan después de aproximadamente 25 días. Luego pasan entre 4-7 semanas en el nido con sus padres antes de abandonarlo. Alcanzan la madurez sexual después de un año de edad y permanecen cerca de sus padres en bandadas familiares extensas de hasta treinta individuos. Los miembros del grupo a menudo ayudan a criar polluelos de otros miembros, especialmente cuando la hembra es primeriza. Se sabe que estas aves se vuelven más territoriales alrededor de la temporada de cría, especialmente con aves depredadoras o desconocidas.

## Conservación
La UICN cataloga a esta especie como de preocupación menor debido a la amplitud de su área de distribución y a que las poblaciones permanecen estables. Se encuentra amenazada por la destrucción de su hábitat y la caza indiscriminada. Debido a su estilo de alimentación oportunista, se consideran plagas en la mayoría de las áreas porque pueden destruir fácilmente cultivos y jardines.